# 江上 (小惑星)
江上（えがみ、19288 Egami）は、小惑星帯に位置する小惑星の1つである。北海道北見市で円舘金と渡辺和郎によって発見された。名前は福岡青少年科学館のボランティアをしている江上勝典の名前に由来する。